# Дом школы (улица Франко, Нежин)
Дом школы — памятник архитектуры местного значения в Нежине. Сейчас здесь размещается общеобразовательная школа I-II степеней № 12.

## История
Изначально объект был внесён в «список памятников архитектуры вновь выявленных» под названием Земская школа.
Приказом Министерства культуры и туризма от 21.12.2012 № 1566 присвоен статус памятник архитектуры местного значения с охранным № 10058-Чр под названием Дом школы.

## Описание
Дом построен для земской школы в начале 20 века на углу современных улицы Франко и Стасового переулка.
Одноэтажный, каменный, Г-образный в плане дом, с скатной крышей. Фасад украшен орнаментальной кирпичной кладкой. Фасад акцентирован пилястрами. Профилированный венчающий карниз на кронштейнах опоясывает здание. В прямоугольных нишах расположены прямоугольные оконные проёмы, украшены наличниками. Входная дверь (со стороны улицы Франко) с фрамугой над ней и по бокам, здесь над дверью карниз завершается фронтоном со световым окном (люкарной).
Сейчас здесь размещается общеобразовательная школа I-II степеней № 12.